# Francisco Vallejo Pons
Francisco Vallejo Pons (*10. srpna 1982, Es Castell, Španělsko) je španělský šachový velmistr. Titul velmistra získal již ve svých šestnácti letech.
Mezi jeho největší úspěchy patří dělené první a druhé místo na turnaji Reggio Emilia (2010) a páté místo na evropském mistrovství jednotlivců (2011). Mimo to pak dokázal dvakrát vyhrát španělské mistrovství (2006, 2009).
V roce 2012 porazil v zápase Veselina Topalova (+3 -2 =1). Krátce nato však oznámil ukončení své profesionální hráčské kariéry.